# Hochgasser
Hochgasser är en bergstopp i Österrike. Den ligger på gränsen mellan förbundslanden Salzburg och Tyrolen, i den centrala delen av landet, 300 km väster om huvudstaden Wien. Toppen på Hochgasser är 2 922 meter över havet, eller 363 meter över den omgivande terrängen.
Runt Hochgasser är det ganska glesbefolkat, med 32 invånare per kvadratkilometer.. Närmaste större samhälle är Mittersill, 15,0 km norr om Hochgasser.